# Lorenzo Lotto
|  | Aquest article tracta sobre pintor italià originari de Venècia. Si cerqueu el pintor florentí contemporani de Lotto, vegeu «Lorenzo Lotti». |

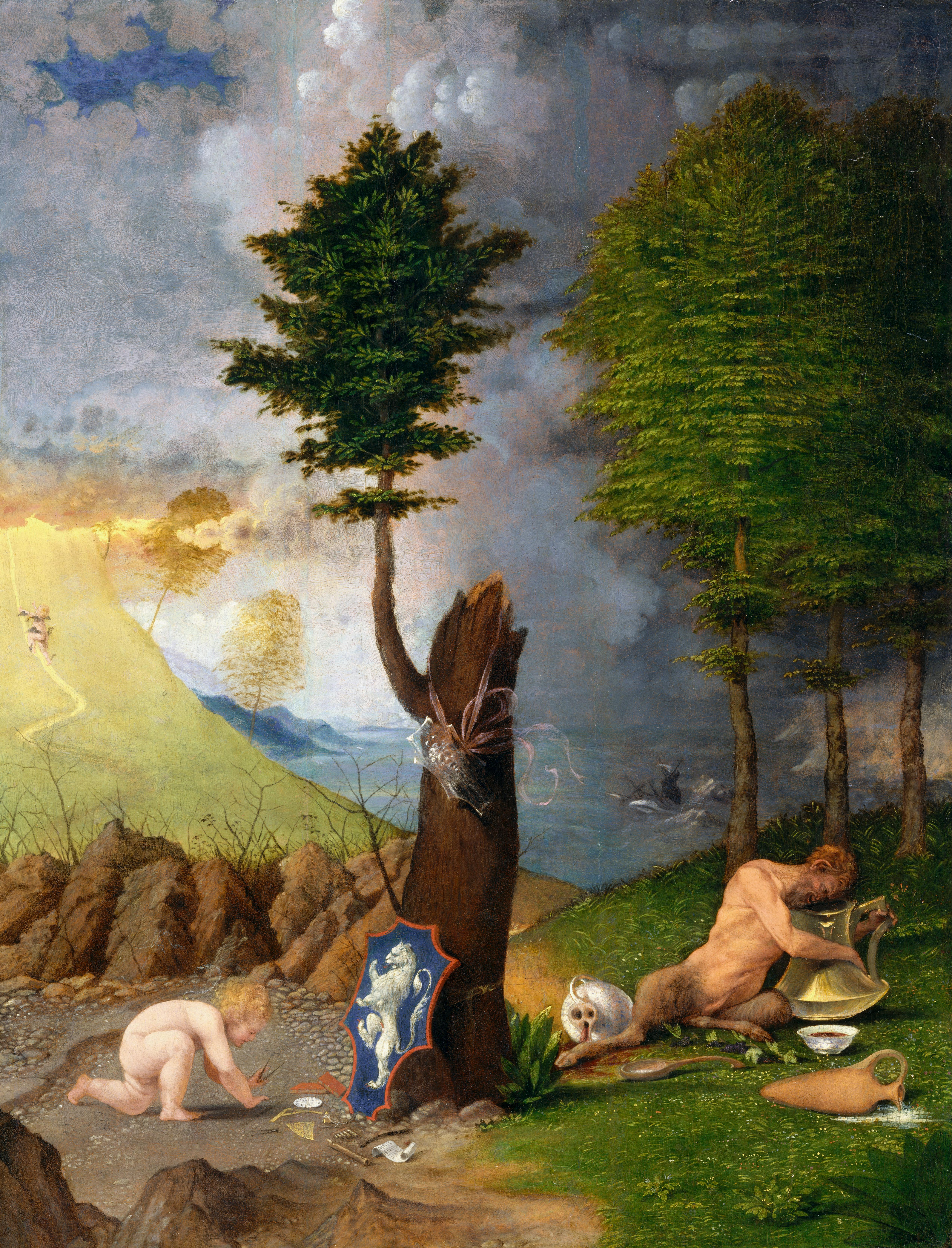
Al·legoria del vici i de la virtut, 1505, Washington, National Gallery

Lorenzo Lotto (Venècia, 1480 – Loreto, 1556) va ser un pintor italià del Renaixement, actiu entre Venècia, Bèrgam i les Marques.
| «                                                                                    | Els darrers anys de la seua vida li van procurar felicitat i tranquil·litat d'ànima, i el més important, li van aportar la vida eterna. Potser això no li hauria ocorregut si s'haguera implicat en les coses d'aquest món, les quals són massa pesants per a aquell que situa en elles la seua darrera fi, sense deixar que l'esperit s'eleve vers els veritables béns de l'altra vida, que són la beatitud i la felicitat. | » |
| — Giorgio Vasari, Vides dels més excel·lents pintors, escultors i arquitectes, 1568. | |   |

## Biografia
Va passar la seua infantesa i la seua adolescència a Venècia, on va rebre la seua formació. Deixeble de Giovanni Bellini segons Giorgio Vasari, més sovint és presentat com a deixeble d'Alvise Vivarini, atesa la severa monumentalitat de les seues primeres obres.
Entre 1503 i 1504, es troba documentada per primera vegada la seua activitat com a pintor a Treviso, on va fer l'any 1505 el Retrat del bisbe Bernardo de' Rossi, protagonista de la vida cultural trevisenca. L'obra, austera, exposada al Museu napolità de Capodimonte, per la seua plasticitat i el seu agut sentit de la psicologia, treta d'influències antonelianes i nòrdiques, mostra ja una personalitat artística formada. L'Al·legoria del vici i de la virtut, avui dia a la National Gallery de Washington, decora la tapa que llavors protegia el retrat.

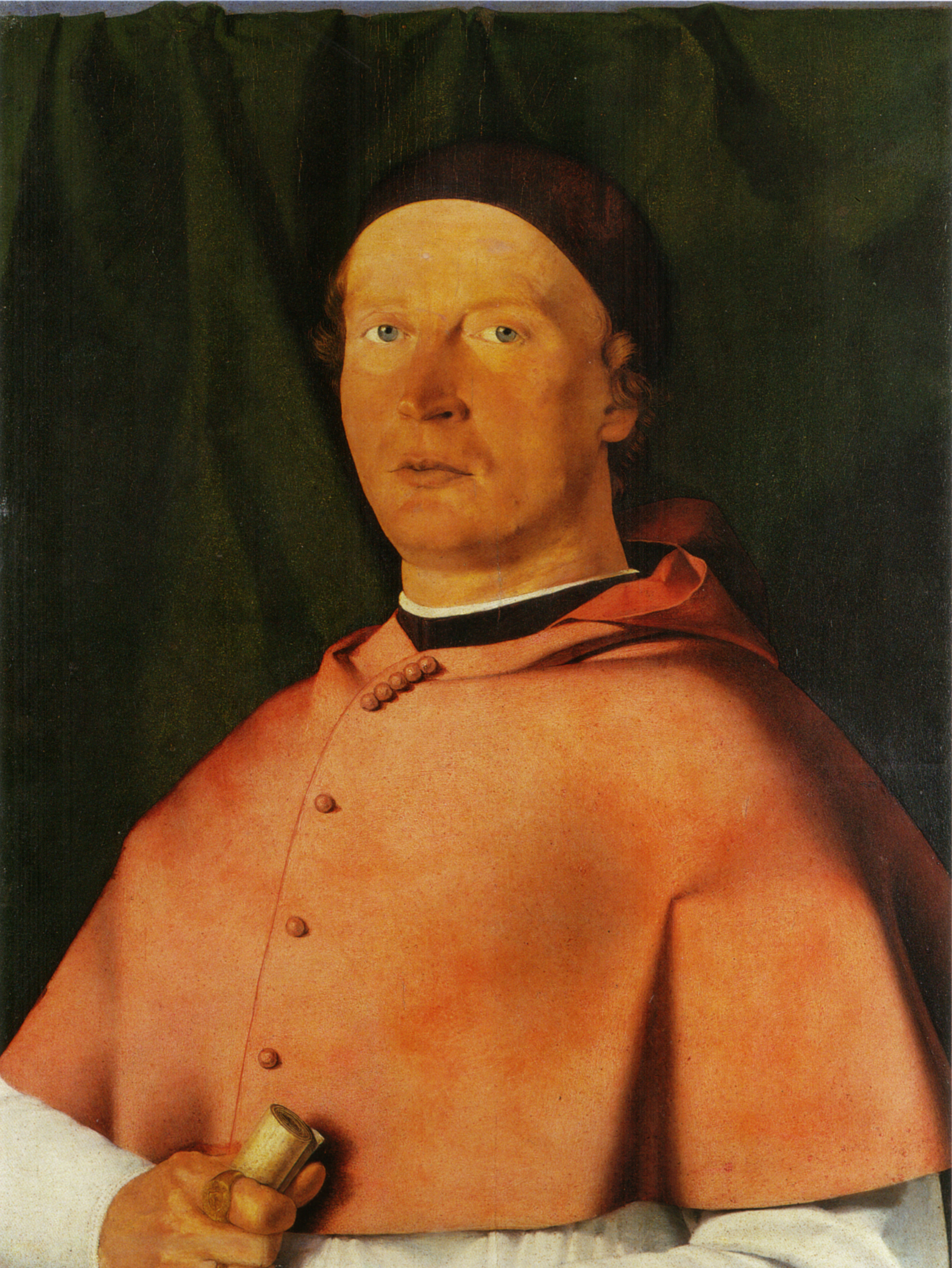
Retrat del bisbe Bernardo de' Rossi, 1505, Nàpols, Capodimonte

Lotto hi fa una imatge críptica amb l'elaboració original de motius al·legòrics com en l'Al·legoria de la castedat de 1505, una altra tapa d'un retrat no identificat que presenta al centre una figura femenina somniadora, sobre la qual un querubí o un geni alat deixa caure pètals de flors; a l'esquerra, un sàtir recolza darrere d'un tronc, mentre que a la dreta un altre es lliura a libacions; en la dona, la voluptas, la inclinació al plaer, és atenuada per la quies, un estat suspès de visió purificadora lluny de l'abandó inconscient al somni.
Després va pintar el gran retaule de l'església de Santa Cristina al Tiveron, aldea de Quinto di Treviso, extraordinària Sacra Conversazione de 1505, la qual, prenent com a model el retaule bellinià de San Zaccaria, adopta una composició més tancada. Subratllada per l'encreuament dels esguards i de les actituds dels personatges sagrats, es troba immersa en una llum freda i canviant, molt allunyada de la producció veneciana de l'època; Lotto, en aquesta obra i en les següents, més aviat mira l'art de Dürer i dels països del nord d'Europa, dels quals fa seus el realisme dels detalls, el patetisme de la representació i la visió d'una natura misteriosa i inquietant.
Amb l'Assumpció de la catedral d'Asolo i el Retrat d'home jove amb un llum, del Kunsthistorisches Museum de Viena, tots dos datats de 1506, conclou la seua experiència trevisenca. L'home representat s'anomena Broccardo Malchiostro, jove eclesiàstic, secretari del bisbe Bernardo de' Rossi. La seua identitat és suggerida per les flors de card brodades sobre la tela de brocat que hi ha damunt dels armaris, i pel joc de paraules «BROCCATO - CARDO - BROCCARDO». El llum que es veu dalt a la dreta, sobre un fons obscur, darrere de la cortina, al·ludeix a la conjura fracassada organitzada l'any 1503 contra ell i el bisbe de Rossi.
Crescut per una notorietat guanyada en poc de temps, l'any 1506 Lotto va ser invitat a les Marques pels dominicans de Recanati, els quals van proporcionar-li bons treballs i amb els quals va mantenir una bona relació. L'any 1508 va acabar el gran políptic de l'església de Sant Domènec, actualment conservat a la Pinacoteca Municipal. En el marc d'una arquitectura tradicional, es despleguen unes figures monumentals i dinàmiques, immerses en una penombra travessada per grans contrastos lluminosos. L'obra conclou el cicle de l'activitat juvenil del pintor, que a partir de llavors pot considerar-se un artista madur i conscient de les pròpies capacitats. Després d'un breu retorn a Treviso, l'any 1509, va ser reclamat a Roma pel papa Juli II, per participar en la decoració dels seus apartaments al Vaticà.

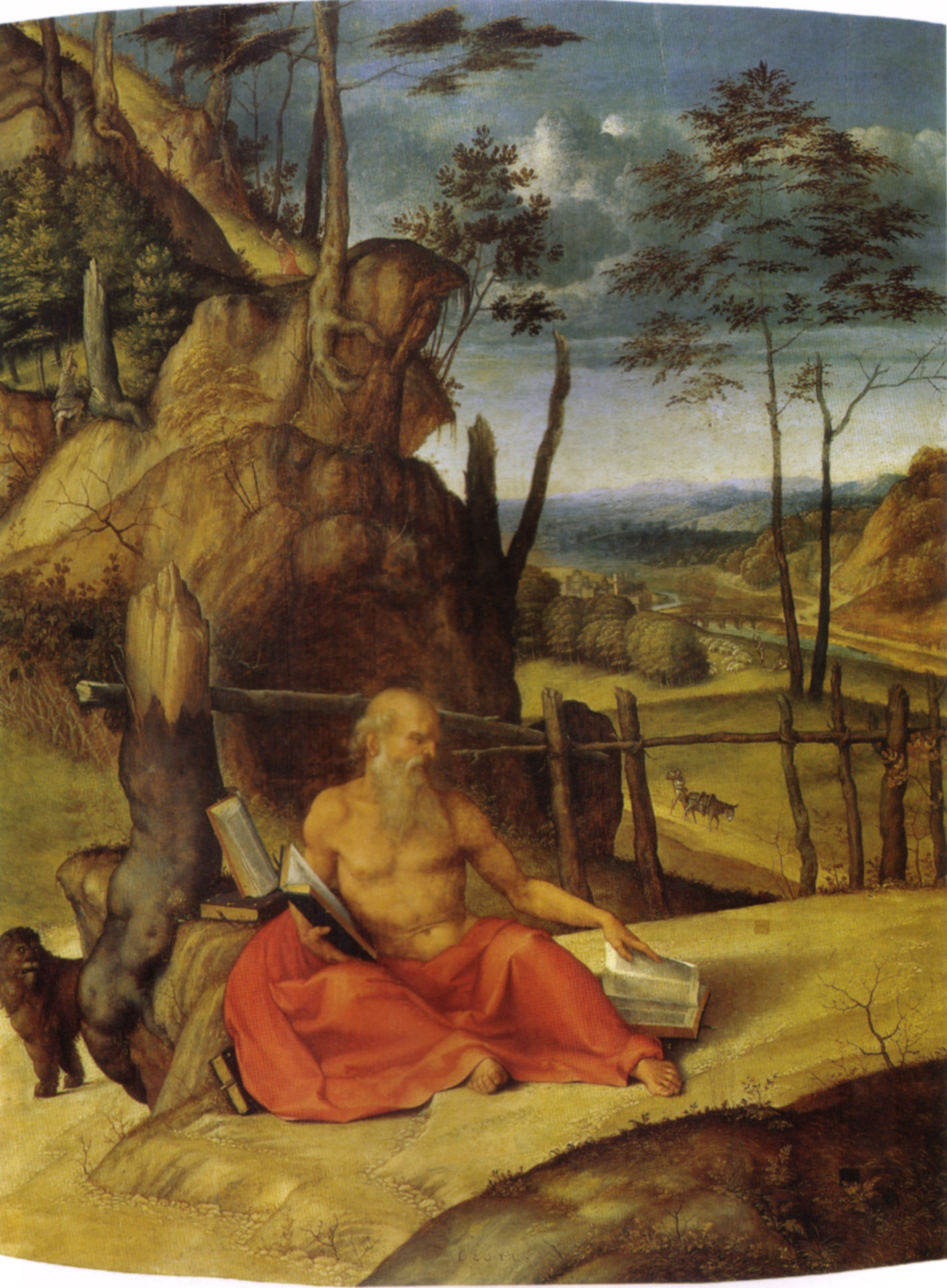
Sant Jeroni penitent, circa 1509, Roma, Castel Sant'Angelo

El Sant Jeroni penitent és un tema recurrent per a Lotto, que l'any 1506, i posteriorment, sens dubte l'any 1509, en realitzà dues versions. En la del Castel Sant'Angelo, influenciada per l'univers cultural romà, la paleta s'il·lumina, submergint el sant en un paisatge menys "septentrional", més solar, tot i que el caràcter antropomòrfic dels elements naturals (tronc tenellut prop del lleó, arrels en forma d'urpa, arbre agafat al penyal rocallós, darrere del sant) la fa inquietant.
Hom diu que l'impacte de la cort pontifical i de la gran "oficina" romana, on treballaven els llombards Bramante, Bramantino i Cesare da Sesto; els senesos Sodoma i Domenico Beccafumi, Miquel Àngel i sobretot Rafael, en companyia dels quals degué treballar, va trastornar el talentós però moderat Lorenzo: va abandonar Roma l'any 1510 per no tornar-hi mai més, i inicià així l'inquiet vagareig que el portaria a una situació de marginalitat, tan desitjada com patida.
El seu retorn a les Marques es troba documentat per un contracte signat el 18 d'octubre de 1511 amb la Confraternità del Buon Gesù de Jesi, per a un Davallament destinat a l'església de San Floriano i avui dia exposat a la pinacoteca local. També va passar per Recanati, on va pintar la Transfiguració de l'església de Santa Maria di Castelnuovo, avui dia exposat a la pinacoteca. El quadre està estructurat segons un model rafaelià, contra el qual, no obstant això, el pintor reacciona amb sobtats accessos expressionistes. Es tracta d'una composició complexa, amb figures que mostren actituds turmentades. De fet, el classicisme romà havia trasbalsat les certeses veneciana i flamenca de Lorenzo, però sense mai convèncer-lo completament de la seua eficàcia.

## Les obres mestres de Bèrgam
Amb el trasllat a Bèrgam, ciutat amb un ambient cultural al marge del cebat intel·lectual dels principals centres, les inquietuds covades a Roma i expressades en les pintures de les Marques es van apaivagar. A partir d'aquest moment, Lotto es va sentir lliure per expressar-se en allò que hom podria qualificar d'art provincià, elecció que va resultar perdedora davant del gran moviment romà. L'artista, estimulat alhora per les comandes locals, va intentar una síntesi entre l'art «novell» venecià i la tradició llombarda, pel contacte amb l'obra de Gaudenzio Ferrari i potser també de Correggio. També va aprofundir en el coneixement de l'art europeu septentrional, en particular el de Hans Holbein, mitjançant l'estudi dels gravats.
Sens dubte, a causa del setge imperial a Bèrgam, va acabar el gran retaule Martinengo, per a l'església de Sant Esteve i Sant Domènec, tres anys després de la seua comanda l'any 1513. El retaule, desproveït de marc, motllura i predel·la, es conserva a l'església de San Bartolomeo. Lotto, de manera gens habitual, hi disposa les figures davant de la perspectiva de la nau, i no sobre el fons de l'absis, al límit entre l'ombra i la llum. Al centre d'aquesta estructura arquitectònica clàssica, adornada amb drapats i oberta sobre la cúpula, plou una llum celestial. Dos àngels sostenen símbols i inscripcions amb aquests mots: DIVINA IUSTITIA SUAVE IOGUM.

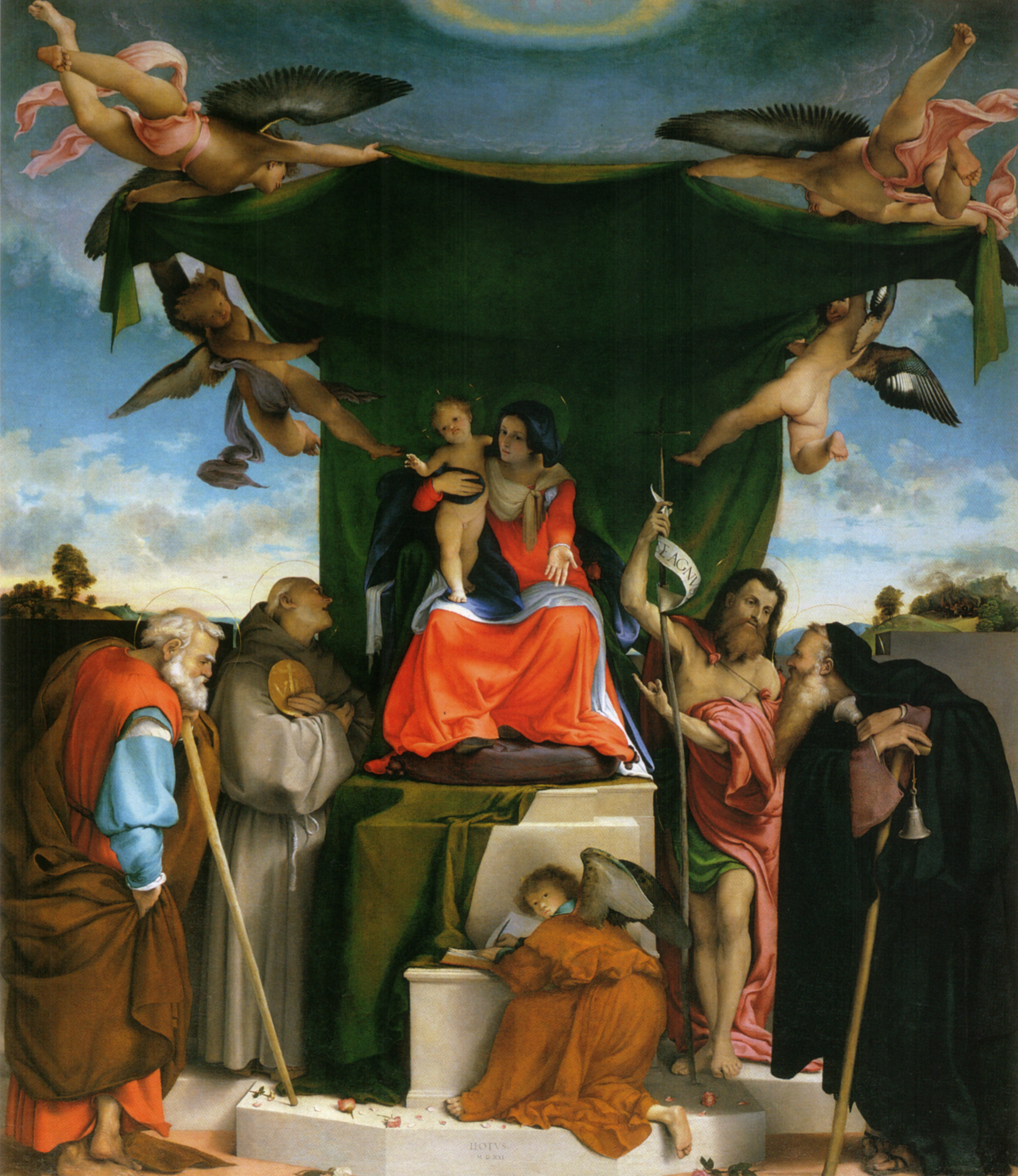
Pala di San Bernardino, 1521, Bèrgam, San Bernardino in Pignolo

Esdevingué protagonista de la cultura pictòrica bergamasca, treballant intensament: Susanna i els vellards, avui dia als Uffizi, datat el 1517 i l'Adéu de Crist a sa Mare de Berlín, de 1521. En aquesta obra, torna a obrir de nou l'arquitectura sobre un jardí lluminós. Les figures monumentals recorden, pel seu patetisme expressiu i popular, les estàtues de Gaudenzio Ferrari al Mont Sagrat de Varallo.

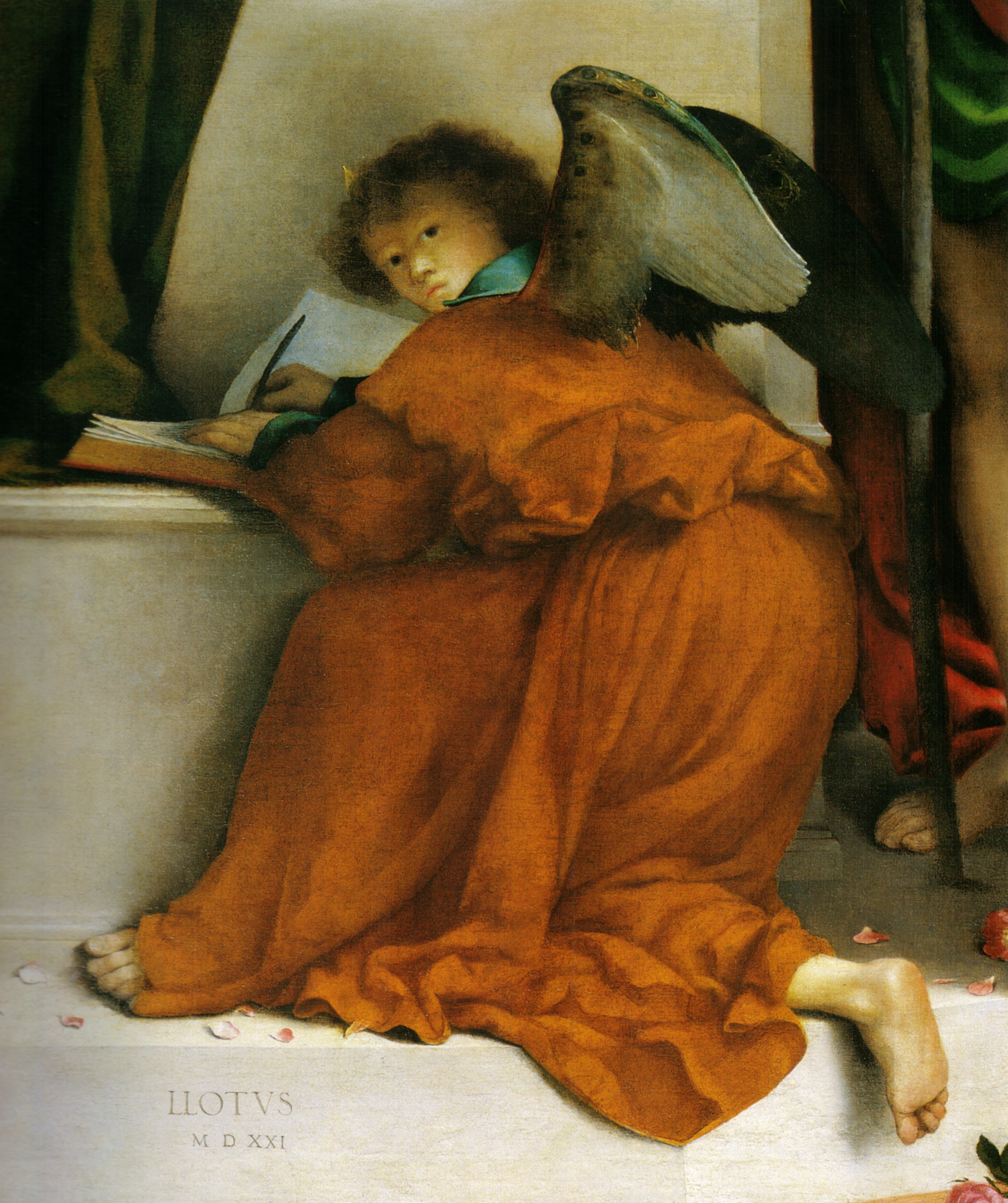
Pala di San Bernardino, detall de l'àngel escrivà

Ben al contrari, es va alliberar de l'aparell arquitectònic al Retaule de sant Bernardí, de 1521, col·locant l'escena en plena campanya. La Mare de Déu i l'infant, a l'ombra d'una cortina estesa per quatre àngels, pintats en un escorç extrem, es troben envoltats pels sants Josep, Bernardí, Joan Baptista i Antoni.
| «       | Sota el lleuger vel […] la sacra conversazione perd tota la ritualitat, esdevenint amable i familiar: amb un gest indicatiu, gairebé planer, la Mare de Déu sembla declarar (i dicta a l'àngel en primer pla) que la font de qualsevol veritat emana del Crist Infant que beneeix. | » |
| — Argan | |   |

L'esguard penetrant que l'àngel situat al peu del tron adreça a l'espectador vol establir-hi un lligam, implicant-nos en una conversa a la qual tothom pot i ha de participar.
La Pala di Santo Spirito, que rep el nom de l'església bergamasca on es troba exposada, és contemporània i de composició anàloga, tot i que menys popular; en el sant Joan Baptista s'hi pot trobar una referència a Leonardo mentre que els àngels que coronen la Mare de Déu s'inspiren en Correggio.
L'any 1524, Lotto va rebre del comte Giovan Battista Suardi, membre d'una família simpatitzant amb el protestantisme, l'encàrrec de decorar l'oratori privat annex a la seua vil·la de Trescore Balneario.

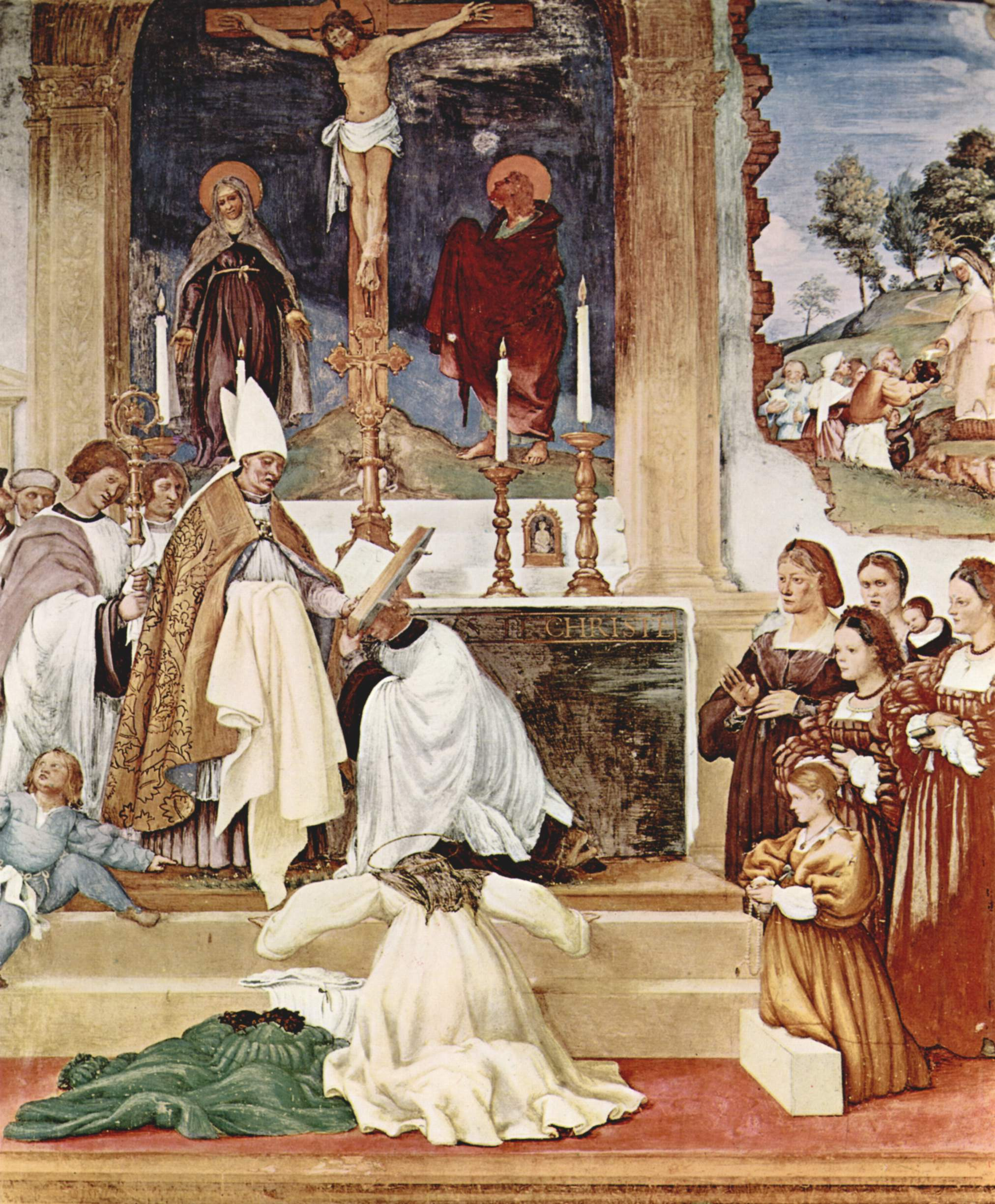
Vestizione e elemosina di santa Brigida, 1524, Trescore Balneare, Oratori Suardi

La decoració, feta al llarg de l'estiu de 1524, comprenia el plafó, pintat al fresc amb una pèrgola en trompe-l'oeil on joguinegen putti, el mur principal amb la Història de santa Caterina i santa Magdalena i els dos murs laterals amb, per una banda, la Història de santa Brígida i per altra la Història de santa Bàrbara; el programa iconogràfic celebra la victòria de Crist sobre el mal, anunciada pels profetes i les sibil·les, i confirmada per la vida dels sants.
La representació de la Història de santa Brígida està interrompuda per dues finestres sobre els murs de l'oratori; per la qual cosa Lotto va haver de fer tres escenes diferents, cadascuna d'aquestes amb diversos episodis de la vida de la santa, enllaçats per un fals mur sobre el qual hi ha tondi amb representacions de profetes i sibil·les. En La presa d'hàbit de santa Brígida, on es pot veure la família de la persona que va encarregar l'obra, l'escena principal es desplega davant d'un absis; una natura morta d'objectes sagrats està pintada sobre l'altar, potser en record de la Missa de Bolsena de Rafael. Les ruïnes, a la dreta de l'església, obren la perspectiva sobre una veduta en la qual s'inscriu L'ofrenda de santa Brígida.
Darrere de la gran figura del Crist-vida, es narren les Històries de santa Bàrbara. El Crist hi estén els dits prolongats en sarments, que uns heretges, pujats en unes escales i proveïts de podalls, intenten tallar. Tancats en uns medallons, els sants intenten repondre'ls; al segon pla, sobre un fons d'edificis i de perspectives paisatgístiques, hi ha figures més petites que il·lustren una sèrie de brillants episodis que conclou amb una escena de mercat. Lotto hi va crear una història sense protagonistes, anecdòtica, i com a tal molt propera a les representacions típiques de la pintura de l'Europa septentrional. Aquesta manera antiretòrica i, per tant, anticlàssica, encara és més acusada per la barreja poc habitual de colors (el groc amb el violeta, el rosa amb el verd, el blanc amb el marró).

## L'hostilitat veneciana

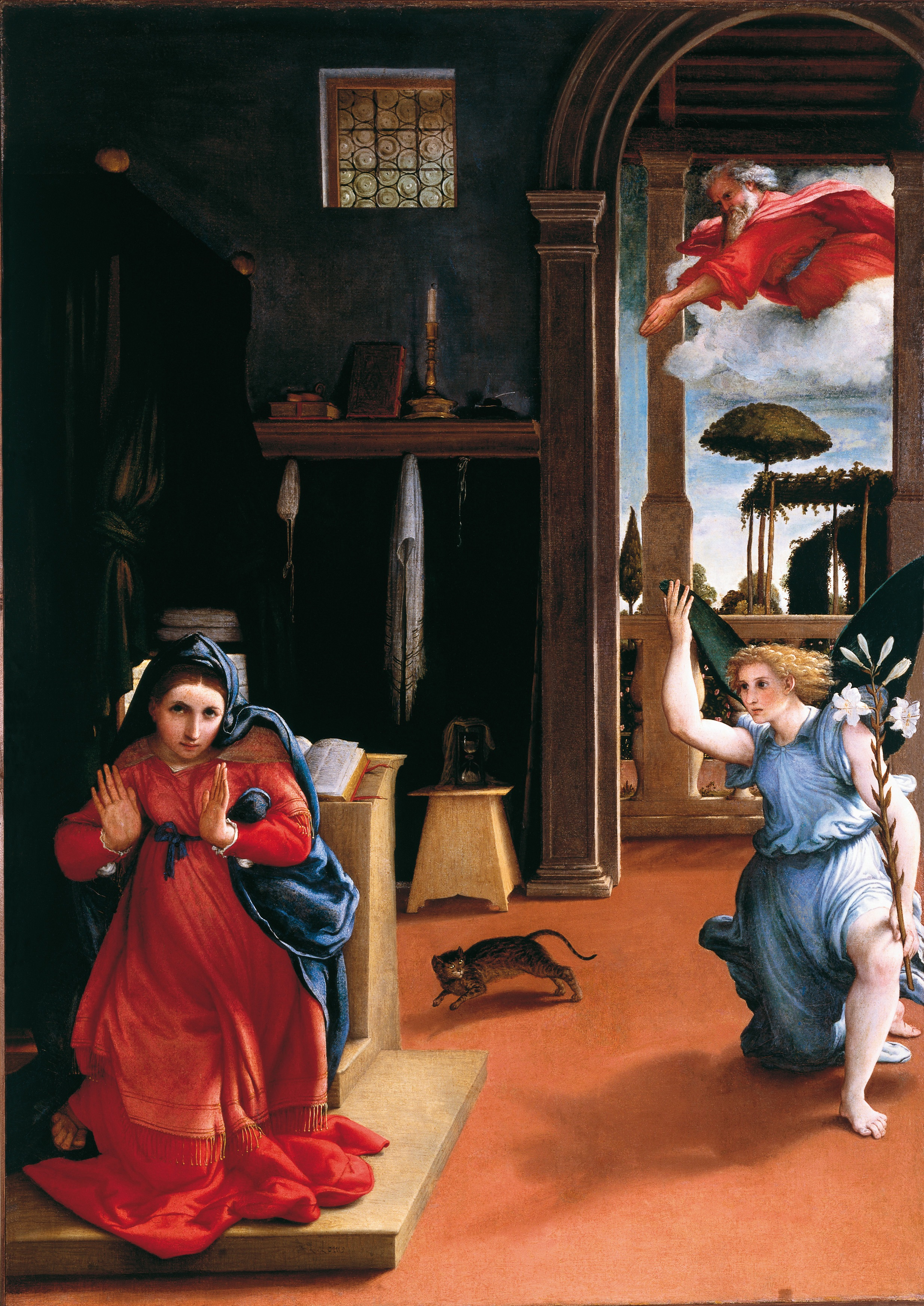
Anunciació, 1528, Recanati, Museo Civico Villa Coloredo Mels

L'any 1525, Lotto va tornar a Venècia, però va conservar encàrrecs a Bèrgam i a les Marques.
En l'Anunciació pintada per a l'església de Santa Maria dei Mercanti a Recanati, avui dia al museu Villa Coloredo Mels, Lotto fuig de la interpretació del tema proposada per Ticià en l'Anunciació de Treviso: 
| «       | La Verge de Ticià és una reina en pregària que es gira noblement per rebre al seu palau el missatger diví. La Verge de Lotto és una noia valenta a qui el missatger sorprèn mentre ella prega a la seua cambra; però ella no gosa girar el cap; el seu gest, gairebé de defensa és el de qui se sent corprès per una crida sobtada. El miracle és tan concret i quotidià que el gat el percep i fuig. Per fer palpable aquest miracle, el Pare etern està col·locat en l'escena donant l'ordre a l'àngel d'entrar-hi. El missatger diví sorgeix al bell mig d'un torrent de llum de la qual hom no sap si és natural o celestial. Ja hem vist quelcom semblant en el Somni de santa Úrsula de Carpaccio. De cap altra manera s'explica el sentit d'aquest interior en penombra que s'oposa al jardí lluminós exterior, quasi quattrocentesc en les formes regulars dels arbres: amb el rústic tamboret de fusta, l'eixugamans penjat i la palmatòria sobre la prestatgeria, il·luminada per la feble llum del finestró. | » |
| — Argan | |   |

El Sant Nicolau en glòria, de 1529, primer retaule pintat a Venècia, per a l'església del Carmine, és considerat per Ludovico Dolce, el biògraf de Ticià, com de mediocre colorit. Se li va escapar la novetat del paisatge, un nocturn molt modern, vist des de dalt, en vista aèria.
De Bèrgam, li va venir la comanda de dissenys per a la decoració a intarsio de les butaques del cor de l'església de Santa Maria Major, marqueteries executades per Giovan Battista Capoferri; Lotto va proveir una cinquantena de cartons per al transsepte i les butaques del cor, on es representen episodis de la història sagrada amb eficàcia i sentit de la síntesi. Força suggestius, els panells destinats a protegir les marqueteries del cor testimonien la barreja entre la religió i la cultura alquímica, procediment típic del Cinquecento. Els «emblemes jeroglífics» que Lorenzo va dissenyar discutint amb els erudits bergamascos del Consorci de la Misericòrdia, volen desvelar les correspondències latents entre els diferents episodis bíblics i la veritat esotèrica, treta del coneixement alquímic.
En la grandiosa Crucifixió de Monte San Giusto, pintada l'any 1531, reafirma la seua concepció de representació popular del fet religiós, que dramatitza fins a anticipar Caravaggio. El 1532, va enviar a la confraternitat de Santa Llúcia de Jesi la Santa Llúcia davant del jutge, exemple de colorisme brillant i de composició animada, en la qual la llum que cau sobre la santa, la ultrapassa per detenir-se sobre els diferents detalls de l'escena: una mànega unflada, un barret caigut a terra, la batuta impotent del jutge i les diverses expressions dels personatges.
Entre 1534 i 1539, Lotto va residir de nou a les Marques: hi va fer, per als dominicans de Cingoli, una molt complexa i alegre Mare de Déu del roser. Darrere de la Mare de Déu, posats en quinze tondi, va representar els misteris del roser. Als seus peus, va pintar tres angelets escampant pètals de rosa.
En tornar a Venècia, en ple triomf del manierisme de Ticià, va fer l'any 1542 per a l'església de Sant Joan i Sant Pau una Almoina de sant Antoní:
| «       | La influència de Carpaccio hi és evident […] A l'èmfasi agitat de les glòries ticianesques, Lotto, a causa del seu horror a la retòrica, oposa la imatge burgesa d'una burocràcia de les gràcies. El sant hi llegeix escrupolosament les peticions arreplegades per un acòlit, tot escoltant els àngels que li parlen a cau d'orella i donant-ne instruccions per al destí de la capseta. Fe i providència, doncs, no són pas entitats transcendents, sinó fets d'aquest món, l'expressió d'una realitat social: el que […] és una idea d'una modernitat que Ticià, tot i ser l'últim dels grans humanistes, mai no va concebre. Es tracta d'una modernitat que es tradueix per la sorprenent novetat pictòrica dels pobres amuntegats al primer pla […] en una zona que pertany per una banda al quadre i per l'altra a l'espectador, barrejat així amb aquesta massa de devots imploradors. Per primera volta, a l'inrevés del cor que comenta l'acció, tenim una gentada que hi participa. | » |
| — Argan | |   |

## Els darrers anys

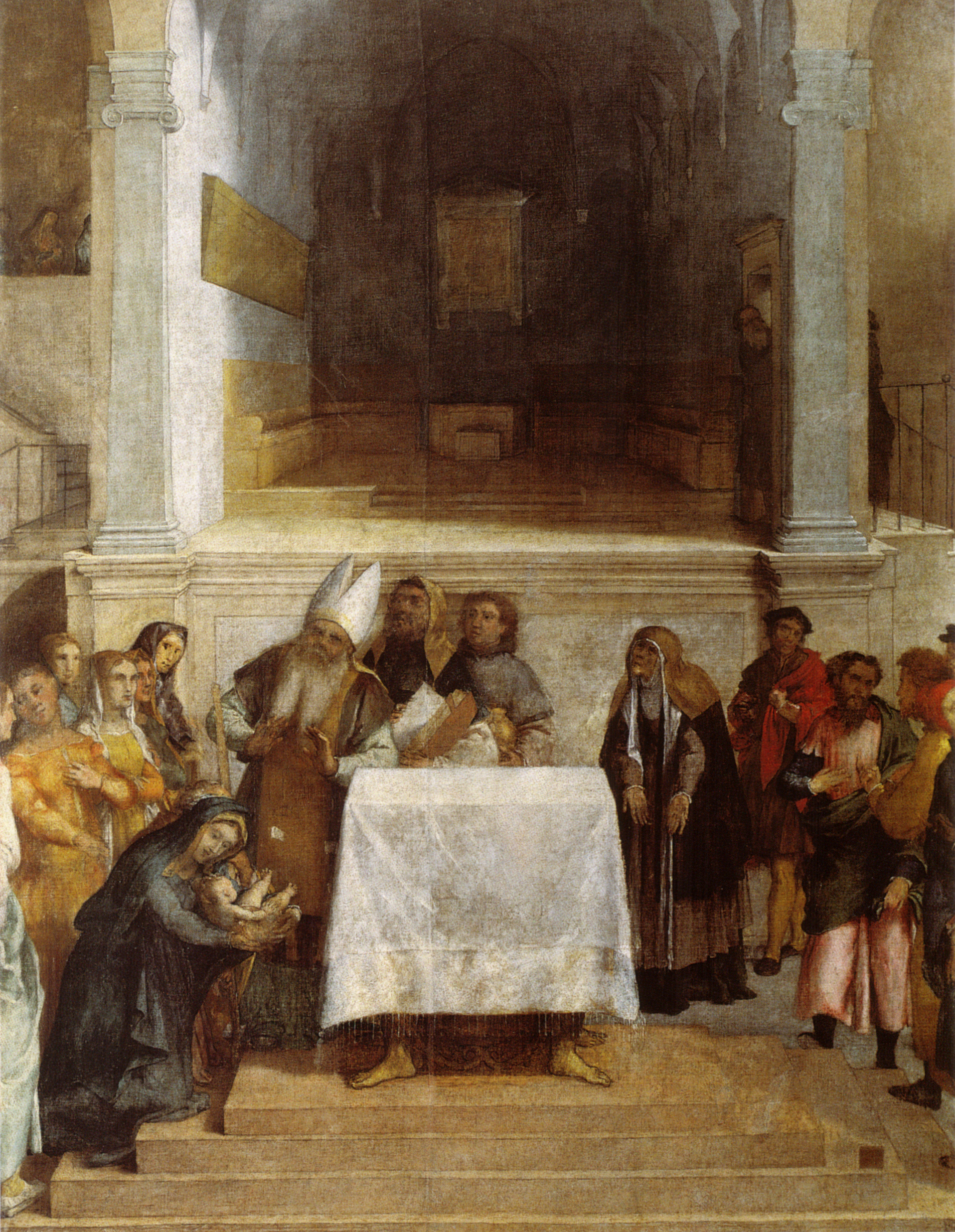
Presentació al temple, 1555, Loreto, palau Apostòlic

El darrer retaule pintat a Venècia va ser la Mare de Déu i els sants de l'església de San Giacomo dell'Orio, de 1546, any en què va redactar el seu testament: «Si en aquest testament no faig esment de parents de sang, és perquè en tinc pocs i perquè es troben en bona situació i no tenen necessitat dels pocs béns de què dispose; ells sabran excusar-me».
L'any 1548, Pietro Aretino li va enviar una carta, impregnada amb la seua habitual ironia, en la qual defensa la superioritat de Ticià: «(…) ésser superat en l'ofici de pintor no pot comparar-se de cap manera a no ser-ho en matèria de devoció. Així, el cel us recompensarà amb una glòria superior a les lloances mundanes».
En aquesta època pesaven sobre ell sospites de luteranisme. Després d'haver venut els seus pocs béns, va tornar definitivament a les Marques l'any 1549. El 1550 va pintar a Ancona, per a l'església de Sant Francesc, una Assumpció. Per guanyar uns pocs diners, va organitzar una loteria en la qual els premis van ser els quadres i dibuixos no venuts. L'any 1552 va entrar a la Santa Casa de Loreto, on es va fer oblat dos anys després.
La Presentació al temple del palau Apostòlic de Loreto, pintada amb mà tremolosa, com sempre sense cap retòrica però carregada d'una penetrant emoció, va ser el seu darrer llenç: dalt a la dreta, destaca la figura d'un vellard amb una llarga barba blanca, en la qual hom ha volgut veure una darrera salutació del pintor.

## El retratista

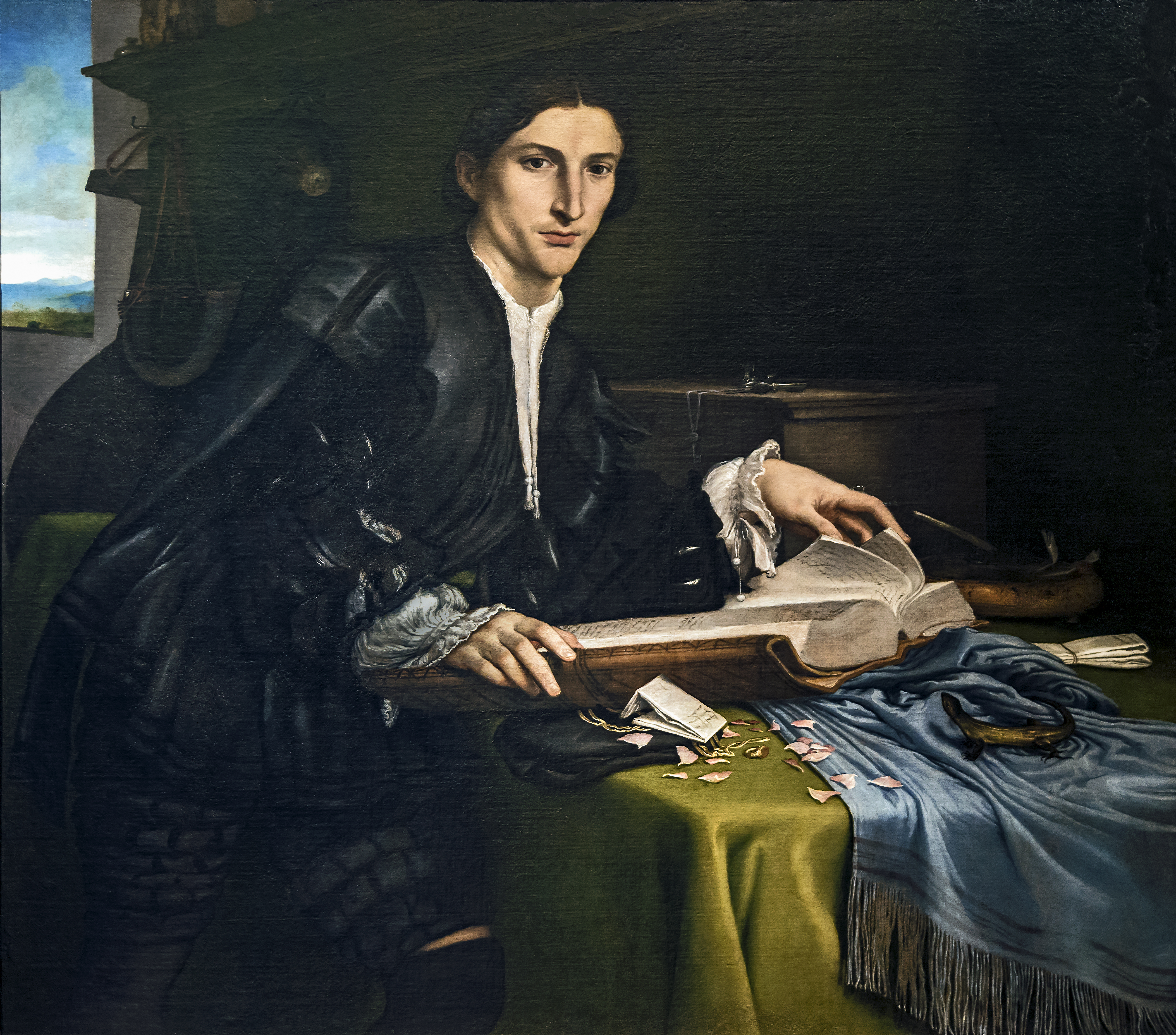
El jove malalt, 1527, Venècia, Gallerie dell'Accademia

Lorenzo Lotto va ser un grandíssim retratista perquè considerava cada individu no com el protagonista d'una història, sinó com una persona qualsevol, una entre d'altres:
| «       | una persona amb la qual hom parla i s'arriba a comprendre. Al contrari dels de Ticià, els retrats de Lotto són els primers de caràcter psicològic: no es tracta, evidentment, de retrats d'emperadors o papes, sinó de persones de la petita noblesa o de l'alta burgesia. També va retratar artistes, homes de lletres i eclesiàstics. La seua gran descoberta, que suposa la modernitat de Lotto, és precisament la del retrat com a diàleg, intercanvi de confidències i de simpatia, entre ell mateix i l'altre. Són testimonis autèntics i creïbles, tot i que la descripció fisionòmica no siga tan minuciosa com la dels retrats de Ticià. Perquè, més aviat que representar el personatge en la seua manera de ser objectiva, Lotto s'estima més mostrar-lo en l'instant en què es qualifica, en què s'adreça a altri i es prepara a un intercanvi humà sincer. No diu: «admira'm, sóc el rei, el papa, el dux, sóc el centre del món»; més aviat diu: «vet ací com estic fet en l'interior, vet ací les raons de la meua malenconia o els fonaments de la meua fe, vet ací quines són les meues simpaties». En el retrat diàleg, l'actitud del pintor és la d'un confessor, la d'un interlocutor que planteja les preguntes i n'interpreta les respostes. […] La bellesa que irradien, com una llum interior, els seus personatges, no és una bellesa natural, ni tampoc una bellesa espiritual o moral, sinó simplement la bellesa interior traïda, més que revelada, per un esguard, un somriure, la pal·lidesa transparent d'un rostre o el gest tou d'una mà. | » |
| — Argan | |   |

## Fortuna crítica

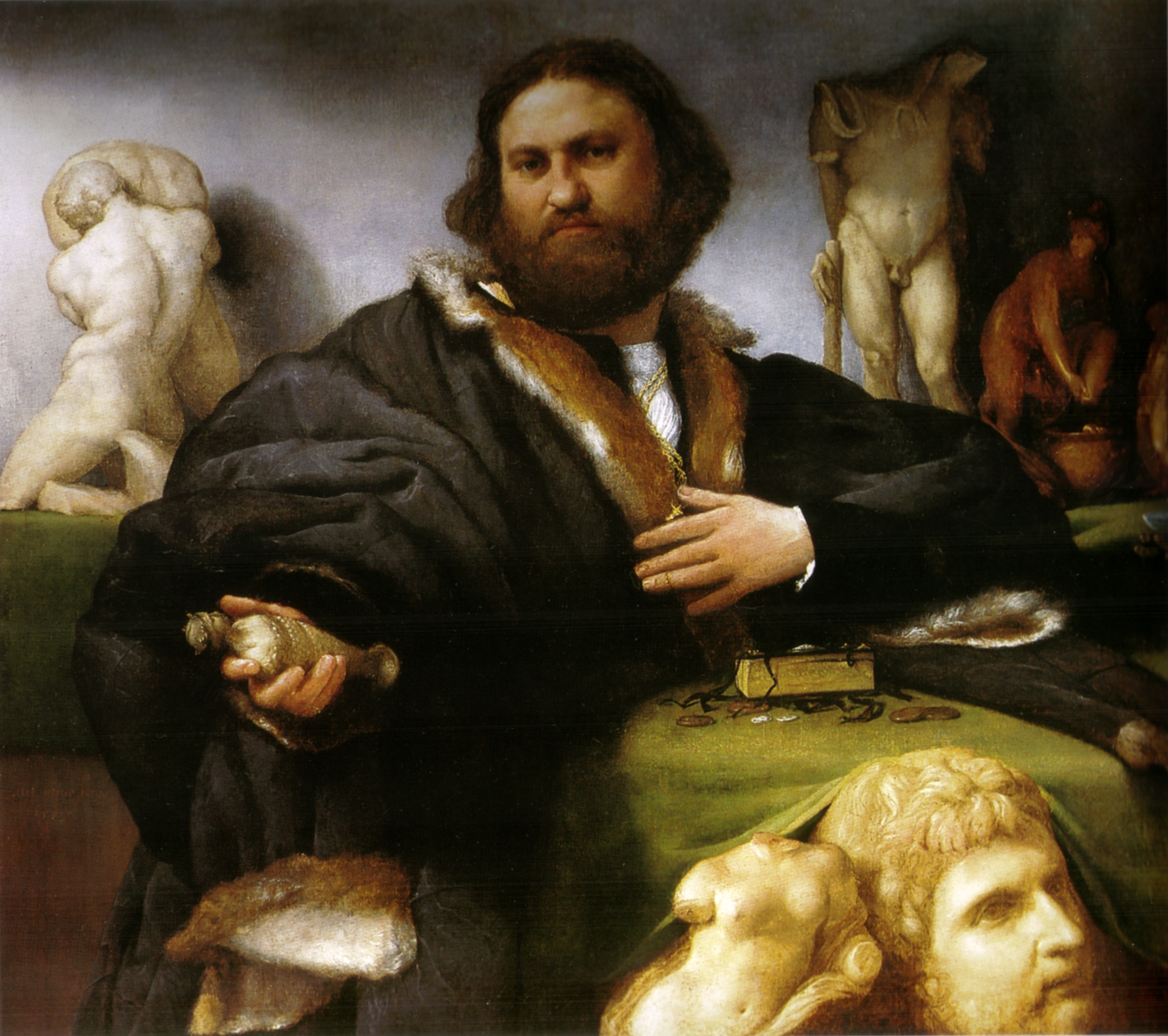
Retrat d'Andrea Odoni, 1527, Hampton Court, Col·leccions reials

| «           | Hom pot dir dels ulls de la "Mare de Déu de l'Anunciació de Recanati" que són els més commovedors de la història de la pintura. Esbatanats, amb les pupil·les grans com llacs ombrívols; llacs del cor, en els quals l'ànima es desvela i s'amaga, paorosa de confessar-se, gairebé torbada per un excés d'innocència […]. Obra mestra de l'ansietat i de la tristesa: els vertaders sentiments de Lotto. | » |
| — Arcangeli | |   |

| «       | La trajectòria humana i artística de Lorenzo Lotto comprèn el ventall sencer de la primera meitat del "Cinquecento". El pintor venecià el va travessar amb una intensitat existencial i inventiva tal que esdevingué un dels més fascinants i pregons testimonis del seu temps […] un protagonista de l'art de dos capitals en l'apogeu, Venècia i Roma. Però, en tots dos casos, no va reeixir a integrar-se en la vida cultural, patint, de jove, d'insuportables tensions i suportant, ja vell, d'humiliacions mortificants. Així, només l'ambient provincià li va donar la seua vertadera mesura: les Marques trevisenques als seus inicis, els Pre-alps bergamascos en la fase intermèdia i potser la més feliç de la seua vida, el litoral i les colines de les Marques en diversos moments, fins al seu últim refugi: les cel·les del Santa Casa de Loreto. Imprevisible, autònom, de vegades àdhuc irònic, Lotto va elaborar una expressió figurativa independent, de difícil adscripció a un corrent, però no obstant això lligada directament a una llarga sèrie d'influències. Ben pocs altres mestres del "Cinquecento" van gaudir d'un coneixement tan vast de l'art del seu temps: Lotto va saber explotar-lo, traent-ne elements importants, però no mai decisius. Així, s'hi acumulen referències als altres artistes: Giovanni Bellini, Alvise Vivarini, Giorgione, Dürer, Rafael, Leonardo da Vinci, Correggio, Moretto, Gaudenzio Ferrari, Ticià, Savoldo… […] El camí recorregut a Bèrgam potser és el més ric en idees i solucions […] no hi ha dubte que l'arribada a Llombardia va significar el contacte directe amb l'art de Leonardo i dels seus seguidors, però no s'hi pot identificar una influència clara més que en un nombre reduït d'obres […]. Amb el grup d'artistes de Brescia, Moretto, Romanino, Savoldo, comparteix la pertinença a l'àrea venetollombarda, i els clients amb exigències similars; amb Gaudenzio Ferrari, un sentit de la poesia popular —però mai banal—, amb el Pordenone, una imaginació audaç i una certa monumentalitat. Cal tenir en compte, tot i que resulte impossible de comprovar, el contacte amb l'art alemany i en particular amb l'obra de Hans Holbein. El misteriós joc de referències recíproques amb Correggio deixa la porta oberta a tot d'hipòtesis […]. A Venècia, s'enfronta a un ambient dominat per Ticià, massa allunyat del seu art. En l'espai de vint anys, hi rebrà només tres comandes, víctima d'un ostracisme que va durar fins al segle xx. De fet, no va ser sinó fins al 1895, gràcies a Bernard Berenson, que els crítics no van redescobrir el mestre, que en el passat havia estat considerat un exemple negatiu […]. La redescoberta de Lotto va ser una de les majors conquestes del segle XX: les seues composicions religioses i, sobretot, els seus retrats, es consideren avui dia per part dels especialistes i el públic com a part de les pintures més corprenedores del "Cinquecento". | » |
| — Zuffi | |   |

## Obres
- Mare de Déu amb l'infant i sant Pere màrtir, 1503, oli sobre fusta, 55 x 87 cm, Museu Capodimonte de Nàpols
- Retrat del bisbe Bernardo de’ Rossi, 1505, oli sobre taula, 54 x 41, Museu de Capodimonte, Nàpols.
- Al·legoria del vici i de la virtut, 1505, oli sobre taula, 56,5 x 42,2, Washington, National Gallery, tapa del Retrat del bisbe Bernardo de' Rossi.
- Al·legoria de la castedat, 1505 circa, oli sobre taula, 43 x 33,7, Washington, National Gallery, tapa d'un retrat no identificat.
- Mare de Déu entre els sants Pere, Cristina i Jeroni (Sacra Conversazione), 1505, oli sobre taula, 177 x 162, Treviso, església de Santa Cristina al Tiverone.
- Home jove amb barret, 1505, oli sobre taula, 34 x 27, Bèrgam, Accademia Carrara.
- Mare de Déu amb l'infant i sants, ca 1506, oli sobre llenç, 80 x 102, Edimburg, National Gallery of Scotland.
- Bust de dona, circa 1505-06, oli sobre llenç, 36x28, Dijon, Museu des Belles Arts.
- Assumpció, 1506, oli sobre taula, 175 x 162, Asolo, catedral.
- Retrat d'home jove amb làmpada, 1506, oli sobre taula, 42 x 53, Viena, Kunsthistorisches Museum.
- Sant Jeroni penitent, 1506, oli sobre taula, 48 x 40, París, Louvre.
- Esposalles místiques de santa Caterina, ca. 1508, oli sobre taula, 71,3 x 91,2, Alte Pinakothek.
- Mare de Déu amb l'Infant amb els sants Ignasi d'Antioquia i Onofre, 1508, oli sobre taula, 51x65, Roma, Galeria Borghese.
- Esposalles místiques de santa Caterina, ca 1508, oli sobre taula, 42 x 48, Boston, Museum of Fine Arts.

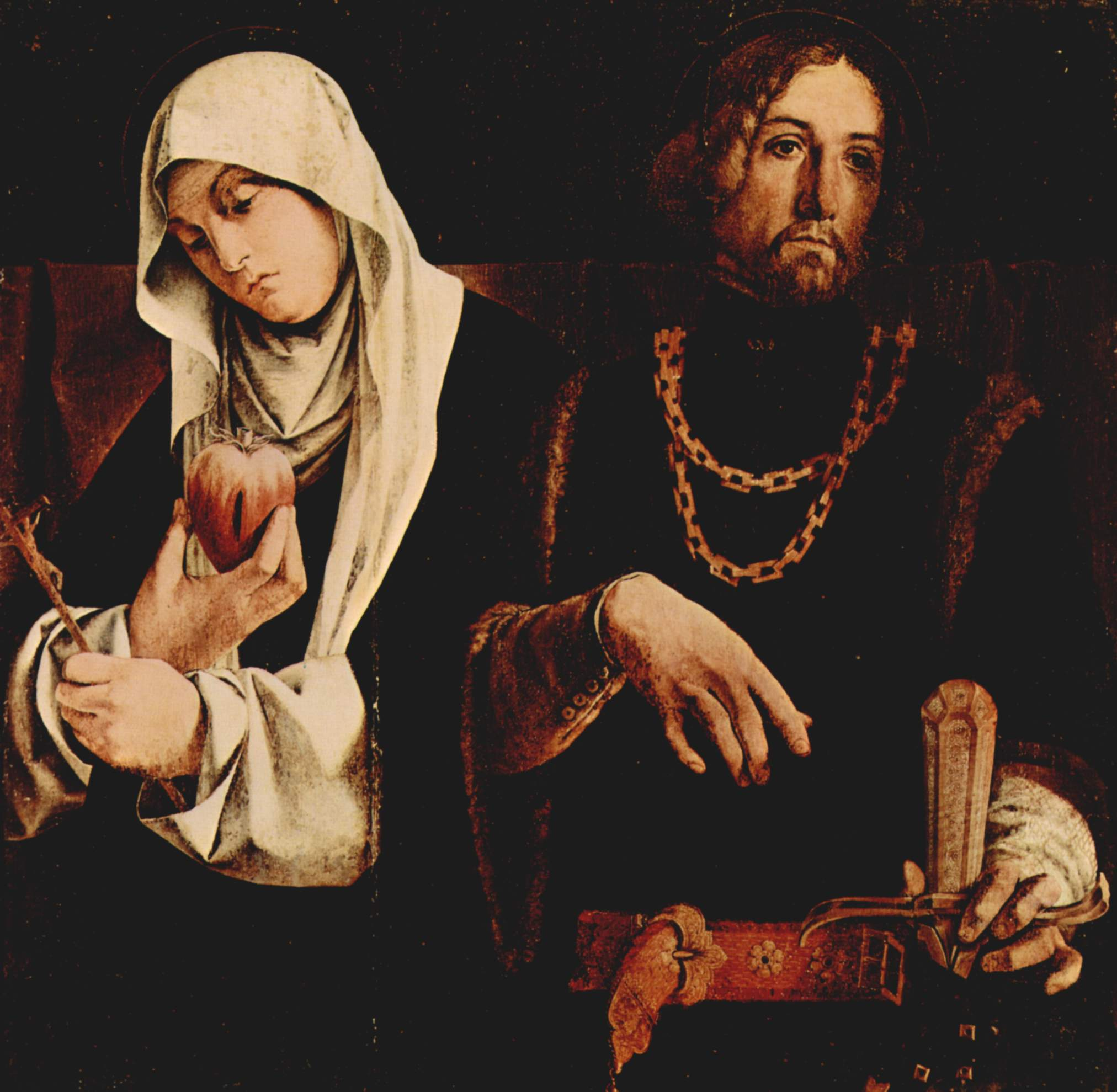
Detall del Políptic de Recanati: santa Caterina i sant Segimon

- Políptic de Recanati, 1508, oli sobre taula, 227 x 108, Recanati, Museo Civico Vil·la Coloredo Mels.
- Mare de Déu amb l'infant amb els sants Francesc, Joan Baptista, Jeroni i Caterina, ca. 1508, oli sobre taula, 40x29, Cracòvia, Muzeum Narodowe.
- Retrat de joier, 1509-1512, oli sobre llenç, 80 x 75, Los Angeles, Paul Getty Museum.
- Davallament, 1512, Jesi, Pinacoteca civica e galleria di arte contemporanea di Jesi.
- Transfiguració, 1512, oli sobre taula, 300 x 203, Recanati, Museo Civico Vil·la Coloredo Mels.
- Sant Jaume pelegrí, 1512, Recanati, Museo Civico Vil·la Coloredo Mels.
- Crist conduint els apòstols al mont Tabor, 1512, oli sobre taula, 26,5 x 57,5, Sant Petersburg, Ermitage, panell de la predel·la de la Transfiguració.
- Judith amb el cap d'Holofernes, 1512, oli sobre taula, 20x15, Roma, Banca Nazionale del Lavoro.
- Sant Vicent Ferrer en glòria, 1513, Recanati, església de Sant Domènec.
- Davallament de Crist al sepulcre, 1513-1516, oli sobre taula, 50 x 96, Bèrgam, Accademia Carrara.
- Sant Jeroni penitent, ca 1513-15, oli sobre taula, 55,8 x 40, Bucarest, Muzeul National de Arta al României.
- Lapidació de sant Esteve,1513-1516, oli sobre taula, 51 x 97, Bèrgam, Accademia Carrara.
- Sant Domènec de Guzmán ressuscita Napoleó Orsini, 1513-1516, oli sobre taula, 51 x 97, Bèrgam, Accademia Carrara.
- Sant Jeroni penitent, 1515, oli sobre llenç, Allentown, Pennsilvània, Art Museum.
- Retaule de sant Bertomeu, 1516, oli sobre taula, 520 x 250, Bèrgam, església de Sant Bertomeu.
- Susanna i els vells, 1517, oli sobre taula, 66 x 50, Florència, Uffizi.
- Lucina Brembati, ca. 1518, oli sobre taula, 52 x 44, Bèrgam, Accademia Carrara.
- Autoretrat, ca 1520, oli sobre llenç, 71 x 61, San Francisco, Fine Arts Museums.

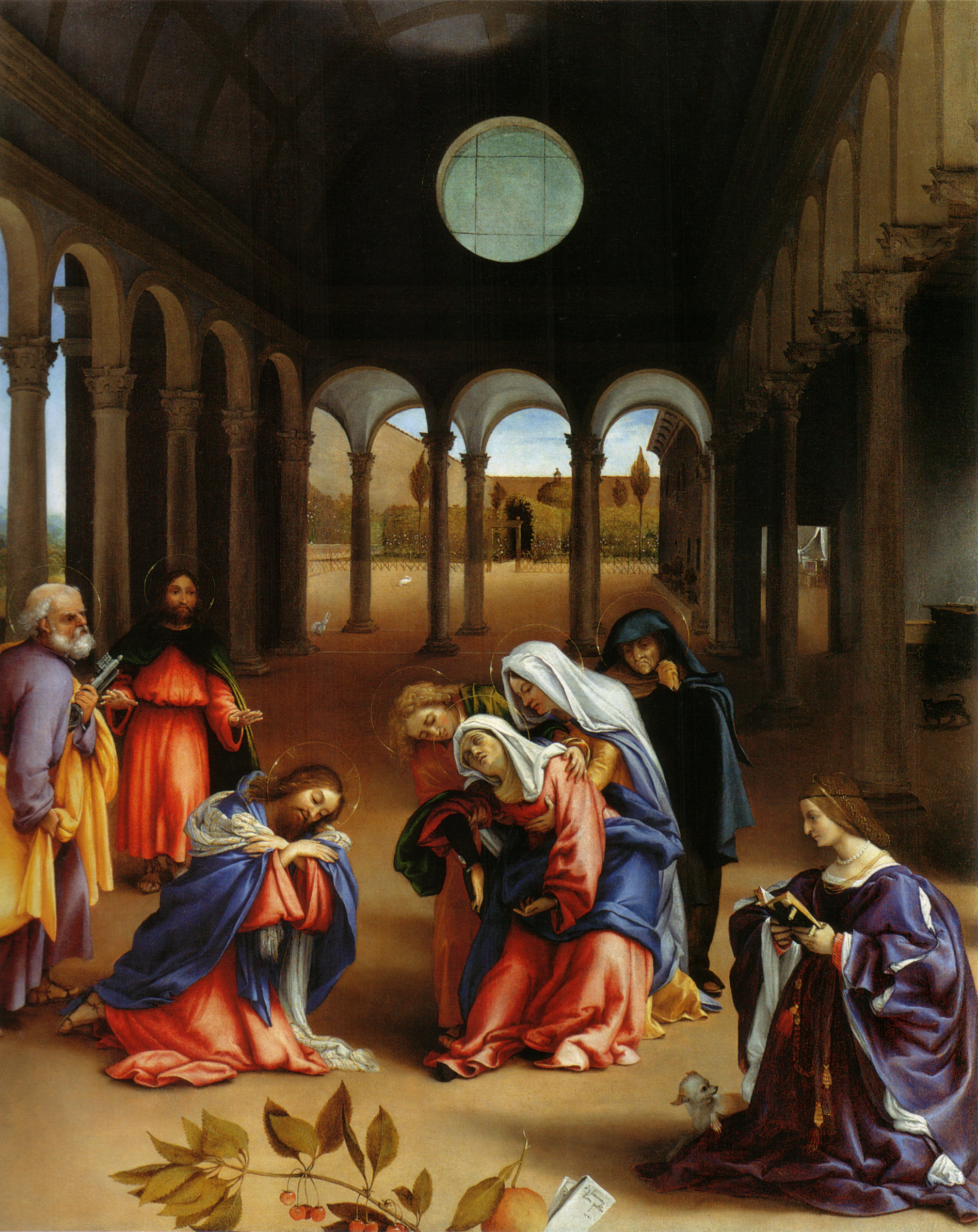
Adéu de Crist a sa Mare

- Adéu de Crist a sa Mare, 1521, oli sobre llenç, 126 x 99, Berlín, Staatliche Museen.
- Retaule de sant Bernardí, 1521, oli sobre taula, 300 x 275, Bèrgam, San Bernardino in Pignolo.
- Mare de Déu entronitzada amb l'infant, santa Caterina, sant Agustí, sant Sebastià, sant Antoni i sant Joanet, 1521, oli sobre taula, 287 x 267, Bèrgam, església de Santo Spirito.
- Santa Caterina, 1522, oli sobre taula, 57 x 50, Washington, National Gallery.
- Adoració de l'infant, 1523, oli sobre taula, 46 x 36, Washington, National Gallery.
- Esposalles místiques de santa Caterina, 1523, oli sobre llenç, 189 x 134, Bèrgam, Accademia Carrara.
- Marsilio Cassotti i la seua esposa Faustina, 1523, oli sobre taula, 71x84, Madrid, Museu del Prado.
- Trinitat, 1523-24, oli sobre llenç, 170x115, Bèrgam, església de Sant’Alessandro della Croce.
- Santa Família amb sant Jeroni i sant Nicolau de Tolentino, 1524, oli sobre llenç, 94 x 78, Boston, Museum of Fine Arts.
- Esposalles místiques de santa Caterina amb sants, 1524, oli sobre llenç, 98 x 115, Roma, Galleria Nazionale d'Arte Antica.
- Mare de Déu amb l'infant, sant Roc i sant Sebastià, 1524, oli sobre llenç, 81,8 x 108,5, Ottawa, National Gallery of Canada.
- Retrat de família, 1524, oli sobre llenç, 96 x 116, Sant Petersburg, Ermitage.
- Oratori Suardi, 1524, frescos, Trescore Balneario.
- Escenes de la vida de Maria, 1525, frescos, Bèrgam, església de San Michele al Pozzo Bianco.
- Nativitat, 1525, fresc, Credaro, església de Sant Jordi.
- Mare de Déu amb l'infant i dos donants, 1525–1530, oli sobre llenç, 85 x 115, Los Angeles, Paul Getty Museum.
- Venus i Cupido, ca 1525, oli sobre llenç, 92.4 x 111.4, Nova York, Metropolitan Museum.
- Retrat d'home jove amb llibre, 1526, oli sobre taula, 47 x 38, Milà, Castello Sforzesco.
- Mare de Déu amb l'infant, sant Josep i sant Jeroni dita Madona de les roses, 1526, Jesi, Pinacoteca Civica.
- Anunciació, 1526, Jesi, Pinacoteca Civica.
- Crist i l'adúltera, ca. 1528, oli sobre llenç, 124 x 156, París, Louvre.
- Adoració de l'infant, oli sobre llenç, 150 x 237, París, Louvre.
- Crist portant la creu o Portament de la creu, 1526, oli sobre llenç, 66 x 60, París, Louvre. Aquest quadre ha estat redescobert l'any 1980 entre un lot d'antiguitats venut per les religioses de la congregació de Sant Carles Borromeu de Le Puy-en-Velay a un antiquari. L'obra, signada «Laur Lotus», els havia estat donada anteriorment per un bisbe de Puy i havia caigut en oblit. Va ser adquirida pel Louvre l'any 1983 per la suma de 3,25 milions de francs francesos.
- Sant Jeroni, oli sobre taula, 51 x 40, Hamburg, Kunsthalle.
- Retrat d'home jove, oli sobre llenç, 47 x 38, Berlín, Staatliche Museen.
- Retrat d'arquitecte, oli sobre llenç, 108 x 86, Berlín, Staatliche Museen.
- El jove malalt, 1527, oli sobre llenç, 98 x 116, Venècia, Gallerie dell'Accademia.
- Retrat d'Andrea Odoni, 1527, oli sobre llenç, 101 x 114, palau de Hampton Court, Col·leccions reials.
- Anunciació, 1528, oli sobre taula, 166 x 114, Recanati, Museo Civico Vil·la Coloredo Mels.
- Mare de Déu amb l'infant, santa Catrerina d'Alexandria i sant Tomàs, ca.1528-30, oli sobre llenç, 113,5 x 152, Viena, Kunsthistorisches Museum.
- Triple retrat d'orfebre, ca. 1530, oli sobre llenç, 52 x 79, Viena, Kunsthistorisches Museum.
- Sant Nicolau en glòria, 1529, oli sobre llenç, 335 x 188, Venècia, església del Carmine.
- Repòs durant la fugida a Egipte amb santa Justina, 1530, oli sobre llenç, 82 x 132,5, Sant Petersburg, Ermitage.
- Crucifixió, 1531, oli sobre taula, 450 x 250, església de Santa Maria, Monte San Giusto (província de Macerata).
- Visitació, 1531, Jesi, Pinacoteca Civica.

Santa Llúcia davant el jutge

- Santa Llúcia davant el jutge, 1532, oli sobre taula, 243 x 237, Jesi, Pinacoteca Civica.
- Sant Cristòfol, sant Roc i sant Sebastià, 1532 - 1535, Loreto, Pinacoteca di Palazzo Apostolico.
- L'infant Jesús adormit entre la Mare de Déu, sant Josep i santa Caterina d'Alexandria, 1533, oli sobre llenç, 81 x 115, Bèrgam, Accademia Carrara.
- Retrat de dama com a Lucrècia, 1533, oli sobre llenç, 96 x 110,5, Londres, The Trustees of the National Gallery.
- Santa Família amb els sants Jeroni, Anna i Joaquim, 1534, oli sobre llenç, 69 x 87,5, Florència, Uffizi.
- Adoració dels pastors, ca. 1534, oli sobre llenç, 147 x 106, Brescia, Musei Civici d'Arte e di Storia.
- Retrat d'home, ca. 1535, 118 x 105, Roma, Galerie Borghese.
- Santa Família, ca. 1537, oli sobre llenç, 150 x 237, París, Louvre.
- Retrat d'home jove, oli sobre taula, 28 x 22, Florència, Uffizi.
- Mare de Déu del roser, 1539, oli sobre llenç, 384 x 264, Cingoli, església de Sant Nicolau.
- Mare de Déu amb l'infant i sants dita Pala de l'alabarda, 1539, Ancona, Pinacoteca Civica «Francesco Podesti».
- Retrat d'home, 1541, oli sobre cartó, 57,8 x 46,5, Ottawa, National Gallery of Canada.
- Febo da Brescia, 1543-44, oli sobre llenç, 82 x 78, Milà, Pinacoteca di Brera.
- Laura da Pola, 1543-44, oli sobre llenç, 90 x 75, Milà, Pinacoteca di Brera.
- Retrat d'home amb guants, 1543 (?), oli sobre llenç, 90 x 75, Milà, Pinacoteca di Brera.
- Pietat, 1545, oli sobre llenç, 185 x 150, Milà, Pinacoteca di Brera.
- Retrat d'home, 1541, oli sobre llenç, 55 x 44,5, San Francisco, Fine Arts Museums.
- Ofrena de sant Antoni, 1542, oli sobre llenç, 332 x 235, Venècia, església dels Sants Joan i Pau.
- Baptisme de Crist, 1544-1549, Loreto, Pinacoteca di Palazzo Apostolico.
- Sacrifici de Melquidesec, 1545-1550, Loreto, Pinacoteca di Palazzo Apostolico.
- Mare de Déu i sants, 1546, Venècia, església de San Giacomo dell'Orio.
- Crist i l'adúltera, 1548-1550, Loreto, Pinacoteca di Palazzo Apostolico.
- Adoració de l'infant, 1548-1550, Loreto, Pinacoteca di Palazzo Apostolico.
- Adoració dels Reis Mags, 1548-1555, Loreto, Pinacoteca di Palazzo Apostolico.
- Mare de Déu amb l'infant i sants, 1548, Mogliano, església de Santa Maria della Piazza.
- Retrat de fra Gregorio Belo da Vicenza, 1548, oli sobre llenç, 87 x 71, Nova York, Metropolitan Museum.
- Assumpció, 1550, Ancona, església de San Francesco alle Scale.
- Sant Miquel arcàngel rebutjant Llucifer, 1550 ca., Loreto, Pinacoteca di Palazzo Apostolico.
- El ballester, 1551, Roma, Pinacoteca Capitolina.
- Retrat de vell, atribuït, ca. 1552, oli sobre llenç, 93 x 72, Sant Petersburg, Ermitage.
- Presentació al temple, 1555, oli sobre llenç, 170 x 157, Loreto, Pinacoteca di Palazzo Apostolico.